# Čer Konj
Hrid Konj je majhna čer v Jadranskem morju, ki pripada Hrvaški. Nahaja se v severni Dalmaciji v Liki in Senju. Nahaja se v osrednjem delu Velebitskega kanala jugovzhodno od vasi Lukovo Šugarje, blizu dalmatinske obale in nasproti majhnega naselja Kusača, od katerega je oddaljen 410 m.
Na otoku stoji majhen svetilnik.